# Ișalnița
Ișalnița è un comune della Romania di 3875 abitanti, ubicato nel distretto di Dolj, nella regione storica dell'Oltenia.